# Jean-Pierre Dauphole
Jean-Pierre Dauphole est un homme politique français né le 5 juin 1757 à Campan (Hautes-Pyrénées) et décédé le 9 août 1836 à Bagnères-de-Bigorre (Hautes-Pyrénées).

## Biographie
Avocat à Gerde, il est administrateur du département des Hautes-Pyrénées et président du canton de Campan. Il est élu suppléant à la Convention, mais n'est appelé à siéger que le 1er thermidor an III. Il passe au Conseil des Cinq-Cents le 23 vendémiaire en IV. Favorable au coup d'État du 18 Brumaire, il siège au corps législatif jusqu'en 1803. Il redevient député en 1815, pendant les Cent-Jours.